# Kustaa Adolf Inkeri
Kustaa Adolf Inkeri (12 novembre 1908 à Laitila - 16 mars 1997 à Turku) est un astronome et mathématicien finlandais.

## Carrière
En astronomie, le 3 avril 1937, il découvre l'astéroïde (1425) Tuorla.
En mathématiques, il a travaillé en théorie des nombres : il s'est intéressé au dernier théorème de Fermat, au théorème de Catalan, aux tests de primalité et à l'approximation diophantienne.

## Étudiants connus
- Arto Salomaa